# Anne Rasmussen (política)
Anne Rasmussen (nascida em 14 de abril de 1971) é uma política dinamarquesa, membro do Folketing pelo partido político Venstre. Ela entrou no parlamento no dia 12 de agosto de 2021 como substituta de Tommy Ahlers depois deste ter renunciado ao cargo.

## Carreira política
Rasmussen concorreu às eleições legislativas dinamarquesas de 2019, onde recebeu 545 votos. Isso não foi suficiente para ela ser eleita, mas ela foi listada em terceiro lugar na lista de suplentes para Venstre no eleitorado de Copenhaga. Quando Tommy Ahlers renunciou ao seu assento parlamentar no dia 12 de agosto de 2021, o primeiro e o segundo suplentes foram inicialmente chamados para substituí-lo no parlamento. Ambos recusaram, o que deixou Anne Rasmussen para ocupar o lugar de Ahlers no parlamento.